# The Fame Ball Tour

Gaga wykonująca „LoveGame”.

Lady podczas „Paparazzi”.

Piosenkarka śpiewająca „Poker Face”.

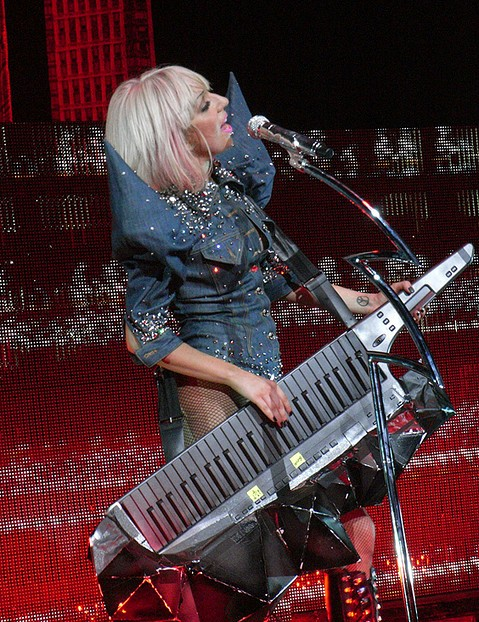
Piosenkarka wykonująca utwór „Money Honey”.

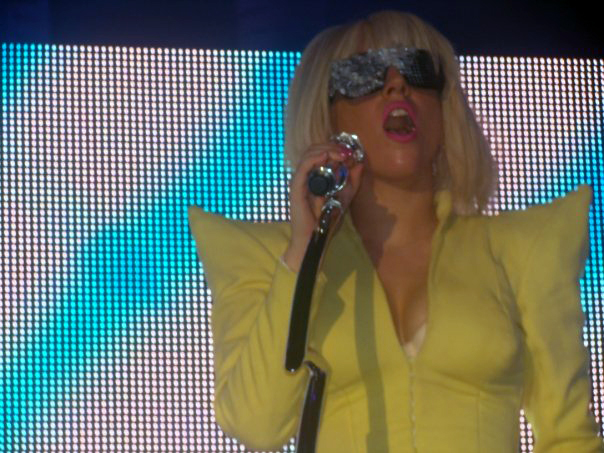
Artystka podczas „Just Dance”.

Gaga z keytarem w lipcu 2009.

Lady w kostiumie z plastikowych bąbelków.

Artystka przy fortepianie w „Future Love”.

The Fame Ball Tour – pierwsza trasa koncertowa amerykańskiej piosenkarki Lady Gagi promująca jej debiutancki album studyjny The Fame.
W północnej Ameryce show rozpoczął się w marcu, a następnie w Oceanii i Europie. Daty w Azji, a także dwa spektakle na Festiwalu V w Anglii i dwa koncerty w Ameryce Północnej, zostały przełożone z kwietnia. Gaga opisała trasę jako podróż zawierającą muzeum pop artysty Andy'ego Warhola. Wzorowała od niego sztukę. Alternatywne wersje show z minimalną różnicą były planowane przez Gagę w celu poznania kultur świata.
Pokaz składał się z czterech części, z których każda część jest poprzedzona Video Interlude do następnej części, a skończył się na bisach. Pokaz składał się z piosenek z debiutanckiego albumu. Gaga pojawiła się na scenie w nowych strojach, w tym innowacyjna suknia wykonana w całości z bąbelków i premiera niepublikowane nazwie utworu „Future Love”. Inny zestaw listy z niewielkimi zmianami przeprowadzono dla europejskich dat. Pokaz otrzymał pozytywne oceny od krytyków Complimenting. Jej jasność i moda, jak również jej zdolność do scen teatralnych jak profesjonalny artysta, zostały docenione przez krytyków.

## Tło
Trasę oficjalnie ogłoszono 12 stycznia 2009 za pośrednictwem oficjalnej strony MySpace Gagi. To była jej pierwsza trasa koncertowa. Wcześniej pracowała jako supporing dla New Kids On The Block w trasie New Kids On The Block's Live Tour, a także dla The Pussycat Dolls World Domination Tour. Gaga, oświadczyła, że trasa łączy muzykę pop, multimedia, modę, technologię, video, film w jedną całość. 
Gaga wykonywała utwór „Paparazzi” w krótkiej, srebrno-czarnej sukience w geometryczne wzory otoczoną metalową osłoną. Bilety były sprzedawane w niektórych miastach na drugi koncert w tym samym mieście tej samej nocy, ze względu na wysoki popyt na bilety. W dniu 20 lutego 2009, Huliq News poinformował, że Gaga spotkała się by pozdrowić fanów i że dedykuje im videa wyświetlane w trasie. W Stany Zjednoczone lub Kanadzie Lady sprzedawała bilety aby zebrać pieniądze dla Odyssey Karty i szkół w Los Angeles dotkniętych cięciami budżetowymi. Gaga przygotowała trzy wersje show tak, aby zaspokoić różne rozmiary scen, w różnych krajach. W wywiadzie dla Billboard powiedziała, że ma psychiczny i bezsensowny zapał do tej trasy. Trasa przedstawia inną Gagę, niż tą co znaliśmy z gali czy miejscowych koncertów, nie wcielonych w oficjalną trasę. Opracowała kilka harmonogramów, tak by w każdym kraju mogły być wykorzystane wszystkie potrzebne technologie. Do koncertów Gaga przygotowała się dzień przed, by mieć dobry nastrój.
Trasa składała się z piosenek z debiutanckiego albumu głównie, ale niektóre nowe piosenki jak „Fashion” ze ścieżki dźwiękowej do filmu Wyznania zakupoholiczki zostały także wcielone w listę. W maju, podczas rozmowy z Edmonton Gaga ogłosiła, że trasa będzie nadal trwała latem na europejskich festiwalach. Zadeklarowała również plany w północnej Ameryce i Kanadzie na następną trasę. Gaga wyjaśniła, że show ma być znacznie większy niż poprzednia wersja.

## Streszczenie koncertu
Gaga odziana w białą suknię w kształcie śruby z wizerunkiem pioruna wykonywała „Money Honey” w drugim akcie show. Show podzielono na cztery części, w ostatniej części jest encore. Wprowadzeniem do trasy jest film „The Heart”. W tym wideo Gaga pojawiła się jako alter-ego Candy'ego Warhola. W filmie była pokazane przebrania i wyświetlany symbol różowego serca na jej t-shircie i powiedziała: „Moje imię to Lady Gaga, a to jest mój dom”. Wideo zostało rzucone na wielkim ekranie z przodu sceny. Końcowy film przedstawia odliczanie od dziesięciu do jednego, Gaga ma na sobie okulary, kiedy okulary spadają ogień ogarnia ekran. Gaga pojawiła się na środku sceny otoczone tancerzami, ukrywającymi się za szkłem. Miała na sobie czarną sukienkę w futurystycznym geometrycznym wzorze, o trójkątnym kawałku na jej prawej piersi. DJ Space Cowboy, który podkładał muzykę był obecny w rogu ceny. Gaga ukazała się w centrum i zaczęła śpiewać „Paparazzi”, piosenkę kończy ciągłe klikanie aparatu. Gaga przechodzi na górę kolumny i śpiewa połączenie „Starstruck” i „LoveGame”, tancerze ubrani są w tym momencie w marynarki, a Lady trzyma w ręku pałkę. Po wykonaniu singla powiedziała, że „podróżował po całym świecie, a kiedy wraca do domu, czuje zapach smrodu chciwości” i zaczęła śpiewać „Beautiful, Dirty, Rich”. Po tym utworze następuje koniec pierwszej części. Następna część rozpoczyna się wprowadzeniem, którym jest film „The Brain” przedstawiający Gagę szczotkującą włosy ponownie jako Candy'ego Warhola. Następnie Lady ubrana w sukienkę z wizerunkiem błyskawicy zaczyna śpiewać „Money Honey”. Po tym utworze wykonuje „Eh, Eh (Nothing Else I Can Say)” i „The Fame”, podczas tej piosenki obala kapeluszem domino.
Gaga przemawiała do publiczności, gdy była ubrana w plastikowe bąbelki. Strój całkowicie wykonany był z tworzyw sztucznych i pęcherzyków powietrza. Następnie siada przed fortepianem ze szkła i zaczyna śpiewać nową piosenkę zatytułowaną „Future Love”, którego tekst odwołuje się do dalekich galaktyk, mechanicznego serca i gwiazdozbiorów. Lady była otoczona świecącym manekinem podczas śpiewania piosenki. Podczas europejskiej wersji trasy piosenka „Future Love” została zastąpiona przez „Brown Eyes” z The Fame. Utwór „Future Love” odbył się w wersji na fortepianie, tak jak „Poker Face”. Czasem położyła nogę manekinowi na fortepian, a nawet udawała, że grał z nią. Gaga zeszła ze sceny, by zmienić strój w trzecim interlude film pt. „The Face”. Po zakończeniu widea weszła na scenę ubrana w suknię z klocków, razem z tancerzami ubranymi w drukowane spodnie od Louisa Vuittona, które były dopasowane do butów Gagi. Tło zmieniło się pokaz migających świateł dyskoteki. W centrum świateł stanęła Gaga w przeciwsłonecznych okularach w centrum jej noszenie okularów przeciwsłonecznych. Krótki remiks do „Just Dance” rozpoczął ostatnią część show, w której to dołączyła do tancerzy na scenie. Encore składał się z piosenek takich, jak "Boys Boys Boys" i oryginalnej wersji wersja „Poker Face”. Lady miała założoną suknię w kryształki, czapkę admirała oraz skórzane rękawiczki.

## Recepcja
Gaga wykonywała „Just Dance” w żółtej sukni i w krystalicznie nabijanych okularach. Trasa otrzymała pozytywne opinie, doceniono głos Gagi na żywo, koncepcję całości i kostiumy, ale video i tła były czasem krytykowane. Entertainment Weekly dał mieszany przegląd koncertu. Oświadczył, że niektóre sceny były głupie, według magazynu wizualizacjom czasami brakowało spójności tematycznej, ale jej głos był silny i odświeżający. Show został określony jako „krawiecki eksperyment” i pozytywny horror. Yahoo! wydał pozytywną recenzję koncertu, mówiąc że „pierwsza trasa Gagi jest teatrem, na który gorąco sprzedają się bilety, podczas której Lady nie zawodzi”. Magazyn poinformował, że Gaga wymyśliła interesujące wprowadzenie skupiające się wokół tajemniczej osoby. Podczas trasy wiele razy zmieniano kostiumy i rekwizyty, samotny DJ zapewniał wspaniały akompaniament. The Boston Globe ocenił koncert w House of Blues, powiedział, że show jest „połączeniem pieśni i widowiska, a tłum miły i radosny”. Magazyn napisał, że klubowe piosenki zostały dostarczone przez kobietę, która jest wyraźnie inteligentna i utalentowana. Według czasopisma to był więcej niż dobry koncert. Ottawa Citizen wydał pozytywną recenzję koncertu w Bronson Centre w Ottawie i powiedział, że w towarzystwie DJ-a, który grał funky gitarą elektryczną, nie można było nie się nie bawić. „Gaga i Space Cowboy mieli założone jedne z najdzikszych okularów, jakie kiedykolwiek montowano w Bronson Centre. Show składał się z cyrku dźwięku, świateł, obrazów wideo, mgły i choreografii”. Według czasopisma Gaga miała na sobie znakomite kostiumy odzwierciedlające lata 80, które odkrywały niekiedy jej nagi tyłek.
Gaga wykonywała dwie wersje „Poker Face” jako ostatnie piosenki tour. Chicago Tribune był pod wrażeniem pokazu w House of Blues, powiedział, że zaledwie kilka tygodni od rozpoczęcia trasy w kraju, koncerty są dawką energii, a sama Gaga zachowuje się jak wytrawny profesjonalista. Billboard również wydał pozytywną opinię za wydajność tour i przekazał uznanie dla piosenki takich jak „Just Dance”, „LoveGame”, „Poker Face”, „Boys Boys Boys” oraz pochwalił obsesję na punkcie sławy piosenki „Paparazzi”. Rolling Stone również wydał pozytywną opinią, pisząc, że Gaga w niecałe dziesięć minut potrafi rozjaśnić nastrój i dać niesamowitą dawkę energii. The Hollywood Reporter napisał, że nawet Perez Hilton wszedł na scenę i ogłosił ją nową księżniczką pop. Podczas piątkowego koncertu w Wiltern Lady Gaga powiedziała, że jest poważnym rywalem Madonny, w walce o koronę królowej popu.

## Artyści otwierający trasę w Ameryce Północnej
- The White Tie Affair
- Chester French
- Cinema Bizarre

## Listy utworów
Ameryka Północna
1. „The Heart” (Video introduction zawiera sample z „LoveGame”)
2. „Paparazzi”
3. „LoveGame” (zawiera pierwszą zwrotkę z „Starstruck”)
4. „Beautiful, Dirty, Rich”
5. „The Brain” (Video interlude – zawiera sample z „The Fame”)
6. „Money Honey”
7. „Eh, Eh (Nothing Else I Can Say)”
8. „The Fame”
9. „Space Cowboy” Interlude
10. „Poker Face” (wersja pianistyczna)
11. „Future Love”
12. „The Face” (zawiera sample z „Just Dance”)
13. „Just Dance”
14. „Boys Boys Boys”
15. „Poker Face”

Europa, Azja i Australia
1. „The Heart” (Video introduction – zawiera elementy z „LoveGame” i „Paper Gangsta”)
2. „Paparazzi”
3. „LoveGame” (zawiera pierwszą zwrotkę z „Starstruck”)
4. „Beautiful Dirty Rich”
5. „The Brain” (Video interlude – zawiera elementy z „The Fame” i „LoveGame”)
6. „The Fame”
7. „Money Honey”
8. „Boys Boys Boys”
9. „The Fame” (Video interlude – zawiera elementy z „Just Dance”)
10. „Just Dance”
11. „Eh, Eh (Nothing Else I Can Say)” (zawiera elementy z „Starstruck”)
12. Band Introduction (Instrumental Interlude)
13. „Brown Eyes”
14. „Poker Face” (wersja pianistyczna)
15. „Poker Face”

## Daty koncertów
| Ameryka Północna |                    |                   |                                         |
| 12 marca 2009    | San Diego          | USA               | House of Blues                          |
| 13 marca 2009    | Los Angeles        | USA               | Pellissier Building and Wiltern Theatre |
| 14 marca 2009    | San Francisco      | USA               | Mezzanine                               |
| 16 marca 2009    | Seattle            | USA               | Showbox at the Market                   |
| 17 marca 2009    | Portland           | USA               | Wonder Ballroom                         |
| 18 marca 2009    | Vancouver          | Kanada            | Commodore Ballroom                      |
| 21 marca 2009    | Denver             | USA               | Gothic Theater                          |
| 23 marca 2009    | Minneapolis        | USA               | Fine Line Music Cafe                    |
| 24 marca 2009    | Chicago            | USA               | House of Blues                          |
| 25 marca 2009    | Royal Oak          | USA               | Royal Oak Music Theatre                 |
| 26 marca 2009    | Kitchener          | Kanada            | Elements Nightclub                      |
| 27 marca 2009    | Ottawa             | Kanada            | Bronson Centre                          |
| 28 marca 2009    | Montreal           | Kanada            | Metropolis                              |
| 30 marca 2009    | Boston             | USA               | House of Blues                          |
| 6 kwietnia 2009  | Orlando            | USA               | House of Blues                          |
| 7 kwietnia 2009  | Tampa              | USA               | The Ritz Ybor                           |
| 8 kwietnia 2009  | Fort Lauderdale    | USA               | Revolution                              |
| 9 kwietnia 2009  | Atlanta            | USA               | Center Stage                            |
| 11 kwietnia 2009 | Palm Springs       | USA               | Convention Center                       |
| 1 maja 2009      | Philadelphia       | USA               | Electric Factory                        |
| 2 maja 2009      | New York City      | USA               | Terminal 5                              |
| Oceania          |                    |                   |                                         |
| 16 maja 2009     | Auckland           | Nowa Zelandia     | Vector Arena                            |
| 19 maja 2009     | Brisbane           | Australia         | Brisbane Entertainment Centre           |
| 21 maja 2009     | Newcastle          | Australia         | Entertainment Centre                    |
| 22 maja 2009     | Sydney             | Australia         | Acer Arena                              |
| 23 maja 2009     | Sydney             | Australia         | Acer Arena                              |
| 26 maja 2009     | Melbourne          | Australia         | Rod Laver Arena                         |
| 27 maja 2009     | Melbourne          | Australia         | Rod Laver Arena                         |
| 28 maja 2009     | Adelaide           | Australia         | Entertainment Centre                    |
| 30 maja 2009     | Perth              | Australia         | Burswood Dome                           |
| Azja             |                    |                   |                                         |
| 14 czerwca 2009  | Clarke Quay        | Singapur          | The Dome                                |
| Ameryka Północna |                    |                   |                                         |
| 19 czerwca 2009  | Toronto            | Kanada            | Kool Haus                               |
| Europa           |                    |                   |                                         |
| 26 czerwca 2009  | Pilton             | Wielka Brytania   | Glastonbury Festival                    |
| 29 czerwca 2009  | Manchester         | Wielka Brytania   | Manchester Academy                      |
| 1 lipca 2009     | Cork               | Irlandia          | The Marquee                             |
| 3 lipca 2009     | Werchter           | Belgia            | Rock Werchter Festival                  |
| 4 lipca 2009     | London             | WIelka Brytania   | Wembley Stadium (supporting Take That)  |
| 5 lipca 2009     | London             | WIelka Brytania   | Wembley Stadium (supporting Take That)  |
| 8 lipca 2009     | Valletta           | Malta             | Fosos Square                            |
| 9 lipca 2009     | Paris              | Francja           | L'Olympia                               |
| 11 lipca 2009    | Kinross            | Wielka Brytania   | T in the Park Festival                  |
| 12 lipca 2009    | Naas               | Irlandia          | Oxegen                                  |
| 14 lipca 2009    | London             | Wielka Brytania   | O2 Academy Brixton                      |
| 16 lipca 2009    | Munich             | Niemcy            | Zenith                                  |
| 17 lipca 2009    | Cologne            | Niemcy            | Palladium                               |
| 18 lipca 2009    | Berlin             | Niemcy            | Columbiahalle                           |
| 20 lipca 2009    | Amsterdam          | Holandia          | Melkweg                                 |
| 21 lipca 2009    | Zürich             | Szwajcaria        | Maag Event Hall                         |
| 22 lipca 2009    | Vienna             | Austria           | Gasometer                               |
| 24 lipca 2009    | Ibiza              | Hiszpania         | Wonderland Eden                         |
| 25 lipca 2009    | Amsterdam          | Holandia          | Paradiso                                |
| 26 lipca 2009    | Hamburg            | Niemcy            | Stadtpark Freilichtbühne                |
| 28 lipca 2009    | Helsinki           | Finlandia         | Kulttuuritalo                           |
| 31 lipca 2009    | Copenhagen         | Dania             | K.B. Hallen                             |
| 2 sierpnia 2009  | Stockholm          | Szwecja           | Gröna Lund                              |
| Azja             |                    |                   |                                         |
| 7 sierpnia 2009  | Osaka              | Japonia           | Summer Sonic Festival                   |
| 8 sierpnia 2009  | Chiba              | Japonia           | Summer Sonic Festival                   |
| 9 sierpnia 2009  | Seoul              | Korea             | Olympic Gymnastics Arena                |
| 11 sierpnia 2009 | Quezon City        | Filipiny          | Araneta Coliseum                        |
| 12 sierpnia 2009 | Kallang            | Singapur          | Fort Canning Park                       |
| 15 sierpnia 2009 | Makau              | Chiny             | Venetian Arena                          |
| 19 sierpnia 2009 | Tel Aviv           | Izrael            | Israel Trade Fairs & Convention Center  |
| Europa           |                    |                   |                                         |
| 22 sierpnia 2009 | Staffordshire      | Wielka Brytania   | Weston Park                             |
| 23 sierpnia 2009 | Chelmsford         | Wielka Brytania   | Hylands Park                            |
| Ameryka Północna |                    |                   |                                         |
| 28 września 2009 | Richmond, Virginia | Stany Zjednoczone | Landmark Theatre                        |
| 29 września 2009 | Washington D.C     | Stany Zjednoczone | DAR Constitution Hall                   |